# Frances Marion
Frances Marion, pseudonimo di Marion Benson Owens (San Francisco, 18 novembre 1888 – Los Angeles, 12 maggio 1973), è stata una sceneggiatrice, regista, giornalista e scrittrice statunitense.
Corrispondente di guerra e reporter, nel dopoguerra si dedica alla scrittura, usando talvolta lo pseudonimo maschile di Frank M. Clifton. Diventa una delle più conosciute sceneggiatrici cinematografiche di Hollywood insieme a June Mathis e Anita Loos.

## Biografia
Nata Marion Benson Owens a San Francisco, Frances Marion iniziò la sua carriera come giornalista. Scoppiata la guerra, venne inviata come corrispondente in Europa. Alla fine del conflitto, tornata negli USA, si trasferì a Los Angeles, dove trovò lavoro come assistente alla sceneggiatura alla "Lois Weber Productions", una compagnia di produzione appartenente a Lois Weber, una pioniera del cinema muto, regista, attrice e produttrice.

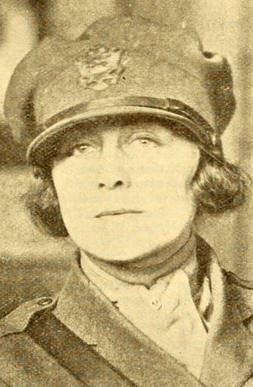
La foto, apparsa su Moving Picture World del 22 febbraio 1919, accompagnava un articolo che parlava del suo lavoro di documentazione in un film del governo che illustrava il contributo delle donne sul fronte occidentale nel corso della prima guerra mondiale

Preso il nome di Frances Marion, scrisse numerosi soggetti e sceneggiature per Mary Pickford, di cui diventò grande amica e per la quale firmò alcuni dei suoi più grandi successi, quali Rebecca of Sunnybrook Farm e Una povera bimba molto ricca. Nome di punta tra gli sceneggiatori di Hollywood, Frances Marion fu la prima donna a vincere l'Oscar nel 1930, vincendone in seguito un secondo nel 1932.
Le vengono accreditate trecento sceneggiature. È stata anche regista e, occasionalmente, apparve come attrice in alcuni dei primi film di Mary Pickford in piccoli ruoli. Saltuariamente, fu anche produttrice.
Per molti anni sotto contratto alla MGM, lasciò Hollywood nel 1946 per potersi dedicare alla scrittura. Scrisse alcuni romanzi e commedie. Nel 1972, pubblicò un libro di memorie dal titolo Off With Their Heads: A Serio-Comic Tale of Hollywood. Morì l'anno dopo a Los Angeles, a causa di un aneurisma, all'età di 85 anni.

## Vita privata
Frances Marion ebbe quattro mariti. Prima di cambiare nome, sposò Wesley de Lappe e quindi Robert Pike. Nel 1919, il terzo marito fu l'attore Fred Thomson, che lei diresse in The Love Light, film interpretato anche da Mary Pickford. Thompson fu un attore di successo ma, sul set di un western, venne morso da un serpente. I medici non si resero subito conto che l'attore aveva contratto il tetano e Thompson morì a soli 38 anni il giorno di Natale del 1928. Dopo l'inaspettata morte del terzo marito, la scrittrice si sposò un'ultima volta nel 1930 con il regista George W. Hill. Ma il matrimonio finì tre anni dopo con un divorzio.
Frances Marion ha avuto due figli, Fred C. e Richard, che venne adottato. Fred, laureato a Yale, lavorò nell'editoria, curando le pubblicazioni di George Eliot.

## Filmografia
Frances Marion ha scritto 170 tra soggetti, adattamenti, supervisioni e sceneggiature; ha diretto 3 film, ne ha interpretato 3 e ne ha prodotti 2. Alcuni filmati d'archivio in cui appare vengono usati in un documentario TV del 2000 dove la voce di Kathy Bates la impersona come narratrice.

### Sceneggiatrice
- Il cappello di Parigi (The New York Hat), regia di D.W. Griffith - cortometraggio (1912)
- The Foundling, regia di John B. O'Brien e Allan Dwan (1915)
- Fanchon, the Cricket, regia di James Kirkwood (1915)
- A Sister's Burden, regia di Robert G. Vignola - cortometraggio (1915)
- Rags, regia di James Kirkwood (1915)
- Esmeralda, regia di James Kirkwood (1915)
- La figlia del mare (A Daughter of the Sea), regia di Charles M. Seay (1915)
- Camille, regia di Albert Capellani (1915)
- La trovatella (The Foundling), regia di John B. O'Brien (1916)
- A Circus Romance, regia di Charles M. Seay (1916)
- The Yellow Passport, regia di Edwin August (1916)
- Then I'll Come Back to You, regia di George Irving (1916)
- The Social Highwayman, regia di Edwin August (1916)
- The Feast of Life, regia di Albert Capellani (1916)
- The Battle of Hearts, regia di Oscar Apfel (1916)
- Tangled Fates, regia di Travers Vale (1916)
- La vie de bohème (o La bohème) regia di Albert Capellani (1916)
- The Crucial Test, regia di John Ince e Robert Thornby (1916)
- A Woman's Way, regia di Barry O'Neil (1916)
- The Summer Girl, regia di Edwin August (1916)
- Friday the 13th, regia di Émile Chautard (1916)
- The Revolt, regia di Barry O'Neil (1916)
- The Gilded Cage, regia di Harley Knoles (1916)
- The Hidden Scar, regia di Barry O'Neil (1916)
- The Heart of a Hero, regia di Émile Chautard (1916)
- Bought and Paid For, regia di Harley Knoles (1916)
- All Man, regia di Émile Chautard (1916)
- The Rise of Susan, regia di Stanner E.V. Taylor (1916)
- A Woman Alone, regia di Harry Davenport (1917)
- On Dangerous Ground, regia di Robert Thornby (1917)
- Tillie Wakes Up, regia di Harry Davenport (1917)
- A Hungry Heart, regia di Emile Chautard (1917)
- A Square Deal, regia di Harley Knoles (1917)
- A Girl's Folly, regia di Maurice Tourneur (1917)
- The Web of Desire, regia di Émile Chautard (1917)
- Una povera bimba molto ricca (The Poor Little Rich Girl), regia di Maurice Tourneur (1917)
- The Social Leper, regia di Harley Knoles (1917)
- As Man Made Her, regia di George Archainbaud (1917)
- Forget-Me-Not, regia di Émile Chautard (1917)
- Darkest Russia, regia di Travers Vale (1917)
- The Crimson Dove, regia di Romaine Fielding (1917)
- The Stolen Paradise, regia di Harley Knoles - soggetto e sceneggiatura (1917)
- The Divorce Game, regia di Travers Vale (1917)
- Beloved Adventuress, regia di William A. Brady e, non accreditati, George Cowl e Edmund Lawrence (1917)
- The Amazons, regia di Joseph Kaufman (1917)
- Rebecca of Sunnybrook Farm, regia di Marshall Neilan (1917)
- The Little Princess, regia di Marshall Neilan (1917)
- Stella Maris, regia di Marshall Neilan (1918)
- Amarilly of Clothes-Line Alley, regia di Marshall Neilan (1918)
- Il giglio selvatico (M'liss), regia di Marshall Neilan (1918)
- How Could You, Jean?, regia di William Desmond Taylor (1918)
- The City of Dim Faces, regia di George Melford - soggetto e sceneggiatura (1918)
- Sette giorni di gioia (He Comes Up Smiling), regia di Allan Dwan (1918)
- Johanna Enlists regia di William Desmond Taylor (1918)
- The Goat, regia di Donald Crisp (1918)
- The Temple of Dusk, regia di James Young (1918)
- Captain Kidd, Jr., regia di William Desmond Taylor (1919)
- The Misleading Widow, regia di John S. Robertson (1919)
- The Dark Star, regia di Allan Dwan (1919)
- A Regular Girl, regia di James Young (1919)
- Fata di bambole (Anne of Green Gables), regia di William Desmond Taylor (1919)
- The Cinema Murder, regia di George D. Baker (1919)
- Il segreto della felicità (Pollyanna), regia di Paul Powell (1920)
- The Flapper, regia di Alan Crosland (1920)
- Humoresque, regia di Frank Borzage (1920)
- The World and His Wife, regia di Robert G. Vignola (1920)
- The Restless Sex, regia di Leon D'Usseau e Robert Z. Leonard (1920)
- The Love Light, regia di Frances Marion (1921)
- Straight Is the Way, regia di Robert G. Vignola (1921)
- Just Around the Corner, regia di Frances Marion (1921)
- Back Pay, regia di Frank Borzage (1922)
- The Primitive Lover, regia di Sidney Franklin (1922)
- Sonny, regia di Henry King (1922)
- The Eternal Flame, regia di Frank Lloyd (1922)
- East Is West, regia di Sidney Franklin (1922)
- The Toll of the Sea, regia di Chester M. Franklin (1922)
- The Voice from the Minaret, regia di Frank Lloyd (1923)
- The Famous Mrs. Fair, regia di Fred Niblo (1923)
- The Nth Commandment, regia di Frank Borzage (1923)
- Within the Law, regia di Frank Lloyd (1923)
- The Eagle's Talons, regia di Duke Worne (1923)
- The Love Piker, regia di E. Mason Hopper (1923)
- Bambola francese (The French Doll), regia di Robert Z. Leonard (1923)
- Potash and Perlmutter, regia di Clarence G. Badger (1923)
- The Song of Love, regia di Frances Marion e Chester M. Franklin (1923)
- Through the Dark, regia di George W. Hill (1924)
- The Dramatic Life of Abraham Lincoln, regia di Phil Rosen (1924)
- The Mask of Lopez, regia di Albert S. Rogell (1924)
- Galloping Gallagher, regia di Albert S. Rogell (1924)
- Secrets, regia di Frank Borzage (1924)
- Cytherea, regia di George Fitzmaurice (1924)
- Tarnish, regia di George Fitzmaurice (1924)
- In Hollywood with Potash and Perlmutter, regia di Alfred E. Green (1924)
- Thundering Hoofs, regia di Albert S. Rogell (1924)
- Sundown, regia di Harry O. Hoyt e Laurence Trimble (1924)
- A Thief in Paradise, regia di George Fitzmaurice (1925)
- The Lady, regia di Frank Borzage (1925)
- His Supreme Moment, regia di George Fitzmaurice (1925)
- Zander the Great, regia di George W. Hill (1925)
- Ridin' the Wind, regia di Del Andrews (1925)
- La nipote parigina (Lightnin') regia di John Ford (1925)
- Graustark, regia di Dimitri Buchowetzki (1925)
- The Dark Angel, regia di George Fitzmaurice (1925)
- Grazie! (Thank You), regia di John Ford (1925)
- Lazybones, regia di Frank Borzage (1925)
- Simon the Jester, regia di George Melford (1925)
- Stella Dallas, regia di Henry King (1925)
- The First Year, regia di Frank Borzage (1926)
- The Tough Guy, regia di David Kirkland (1926)
- Partners Again, regia di Henry King (1926)
- Paris at Midnight, regia di E. Mason Hopper (1926)
- Hands Across the Border, regia di David Kirkland (1926)
- The Two-Gun Man, regia di David Kirkland (1926)
- Il figlio dello sceicco (The Son of the Sheik), regia di George Fitzmaurice
- La lettera scarlatta (The Scarlet Letter), regia di Victor Sjöström (1926)
- Lone Hand Saunders, regia di B. Reeves Eason (1926)
- The Winning of Barbara Worth, regia di Henry King (1926)
- Don Mike, regia di Lloyd Ingraham (1927)
- The Red Mill, regia di William Goodrich (Roscoe 'Fatty' Arbuckle) (1927)
- Silver Comes Through, regia di Lloyd Ingraham (1927)
- The Callahans and the Murphys, regia di George W. Hill (1927)
- Madame Pompadour, regia di Herbert Wilcox (1927)
- Jesse James, regia di Lloyd Ingraham (1927)
- Anna Karenina (Love), regia di Edmund Goulding e, non accreditato, John Gilbert (1927)
- Pioneer Scout, regia di Lloyd Ingraham e Alfred L. Werker (1928)
- Bringing Up Father, regia di Jack Conway (1928)
- The Sunset Legion, regia di Lloyd Ingraham e Alfred L. Werker (1928)
- I cosacchi (The Cossacks), regia di George W. Hill e Clarence Brown (non accreditato) (1928)
- Kit Carson, regia di Lloyd Ingraham e Alfred L. Werker (1928)
- Excess Baggage, regia di James Cruze (1928)
- La maschera del diavolo (The Masks of the Devil), regia di Victor Sjöström (1928)
- Il risveglio (The Awakening), regia di Victor Fleming (1928)
- The Wind, regia di Victor Sjöström (1928)
- Ritorna il sole (Their Own Desire), regia di E. Mason Hopper (1929)
- Anna Christie, regia di Clarence Brown (1930)
- Amor gitano (The Rogue Song), regia di Lionel Barrymore e Hal Roach (1930)
- The Big House, regia di George W. Hill e, non accreditato, Ward Wing (1930)
- La moglie bella (Let Us Be Gay), regia di (non accreditato) Robert Z. Leonard (1930)
- Good News, regia di Nick Grinde (1930)
- Wu Li Chang, regia di Carlos F. Borcosque e Nick Grinde (1930)
- Carcere (El presidio), regia di Edgar Neville e Ward Wing (1930)
- Castigo (Min and Bill), regia di George W. Hill (1930)
- Anna Christie, regia di Jacques Feyder (1931)
- The Secret Six, regia di George W. Hill (1931)
- Menschen hinter Gittern, regia di Pál Fejös (1931)
- Révolte dans la prison, regia di Pál Fejös, George W. Hill e (sostituito) Jacques Feyder (1931)
- Il campione (The Champ), regia di King Vidor (1931)
- Ingratitudine (Emma), regia di Clarence Brown (1932)
- Blondie of the Follies, regia di Edmund Goulding (1932)
- Infedele (Cynara), regia di King Vidor (1932)
- Segreti (Secrets), regia di Frank Borzage (1933)
- Peg del mio cuore (Peg o' My Heart), regia di Robert Z. Leonard (non accreditato) (1933)
- Pranzo alle otto (Dinner at Eight), regia di George Cukor (1933)
- L'idolo delle donne (The Prizefighter and the Lady), regia di Howard Hawks e W. S. Van Dyke (non accreditati) - soggetto (1933)
- Verso Hollywood (Going Hollywood), regia di Raoul Walsh (1933)
- Riffraff, regia di J. Walter Ruben (1936)
- Una povera bimba milionaria (Poor Little Rich Girl), regia di Irving Cummings (1936)
- Margherita Gauthier (Camille), regia di George Cukor (1936)
- L'ora del supplizio (Love from a Stranger), regia di Rowland V. Lee (1937)
- La contessa Alessandra (Knight Without Armour), regia di Jacques Feyder (1937)
- Rosalie, regia di W. S. Van Dyke (1937)
- Inferno verde (Green Hell), regia di James Whale (1940)
- Passaggio a Nord-Ovest, regia di King Vidor e, non accreditati, Jack Conway e W. S. Van Dyke (1940)
- Molly and Me, regia di Lewis Seiler (1945)
- Il pagliaccio (The Clown), regia di Robert Z. Leonard (1953)
- Il campione (The Champ), regia di Franco Zeffirelli - tratto dalla sua storia del 1931 (1979)
- Pranzo alle otto (Dinner at Eight), regia di Ron Lagomarsino - film TV tratto dalla sua sceneggiatura originale (1989)

### Regista
- The Love Light (anche soggetto e sceneggiatura) con Mary Pickford, Fred Thomson (1921)
- Just Around the Corner con Mary Pickford (1921)
- The Song of Love co-regia Chester M. Franklin (anche adattamento) con Norma Talmadge (1923)

### Attrice
- The Jest of Jealousy - cortometraggio (1915)
- The Wild Girl from the Hills (1915)
- A Girl of Yesterday, regia di Allan Dwan (1915)

### Produttrice
- The Nth Commandment, regia di Frank Borzage (anche sceneggiatura e supervisione) (1923)
- Simon the Jester, regia di George Melford (anche adattamento) (1925)